# باشگاه فوتبال آوانگارد پودولسک
باشگاه فوتبال آوانگارد پودولسک (روسی: ФК «Авангард» Подольск) یک باشگاه فوتبال در شهر پودولسک کشور روسیه است. این باشگاه در لیگ دسته دوم فوتبال روسیه بازی می‌کند. این باشگاه در سال ۲۰۰۱ تأسیس شده‌است. ورزشگاه پلانتا محل برگزاری بازی‌های خانگی این باشگاه است.